# جنی هان
جنی هان (متولد ۳ سپتامبر ۱۹۸۰) نویسنده آمریکایی ادبیات داستانی نوجوان و داستان‌های کودکان است. دو داستان سه‌گانه تابستانی که زیبا شدم و تقدیم به همه پسرانی که عاشقشان بودم باعث شهرت وی شدند. کتاب دوم او به فیلمی با همین نام در سال ۲۰۱۸ با بازی لانا کاندر تبدیل شد.

## دوران کودکی
هان متولد و بزرگ شده ریچموند، ویرجینیا است. او تحصیلات عالیه خود را در دانشگاه کارولینای شمالی در چپل هیل گذراند و بعد از آن در رشته نویسندگی خلاق در مقطع کارشناسی ارشد در مدرسه جدید (نیو اسکول) که سال ۲۰۰۶ از آنجا فارغ‌التحصیل شد ادامه تحصیل داد. هان ساکن بروکلین شهر نیویورک است.

## حرفه
هان، اولین رمانش به نام Shug (شاگ) را در حالی که مشغول تحصیل در دانشگاه بود، برای کودکان نوشت. رمان Shug در مورد کودک دوازده ساله ای است که اهل ماجراجویی و روبرو شدن با خطرات دوران دبیرستان است. پروژه بعدی او سه‌گانه عاشقانه ای در مورد یک دختر نوجوان است که در تعطیلات تابستان اتفاقاتی برایش رخ می‌دهد. سه رمان تابستانی که زیبا شدم ، این تابستان بدون تو نمی‌گذرد و  ما همیشه تابستان خواهیم داشت به سرعت تبدیل به پر فروش‌های نیویورک تایمز شدند.

### تقدیم به همه پسرانی که عاشقشان بودم
در سال ۲۰۱۴ هان، رمانی چاپ کرد با به نام تقدیم به همه پسرانی که عاشقشان بودمدر مورد «لارا ژان سانگ کاوی» یک دانش آموز دبیرستانی که داستان زندگی و ناملایماتش را برای ۵ نفر از عشاق قدیمی اش به صورت ناخودآگاه فرستاد. در هفته‌های اول چاپش، این رمان نامزد تبدیل به فیلمی با همین نام شد. عاقبت فیلمی با نام P. S. I Still Love You (پی. اس من هنوز عاشقتم) منتشر شد و سال بعد برنده جایزه جشنواره ادبی فیلم نوجوان ۲۰۱۵–۲۰۱۶ آسیا/اقیانوس آرام آمریکا شد. سومین رمان او همیشه و برای همیشه لارا ژان دو سال بعد منتشرشد. این فیلم اقتباسی از رمان اول با بازی لانا کاندر در نقش اول است که در ژوئیه ۲۰۱۷ فیلمبرداری آن آغاز شد و توسط شرکت نتفلیکس در ماه اوت سال ۲۰۱۸ اکران شد و توانست نظر مثبت منتقدین را به خود جلب کند.

## کتابشناسی
کتاب‌های کودکان
- شاگ (۲۰۰۶) شابک ‎۹۷۸–۱۴۱۶۹۰۹۴۲۲
- کلارا لی و پای سیب رؤیایی (۲۰۱۱) شابک ‎۹۷۸–۰۳۱۶۰۷۰۳۸۶

سه‌گانه تابستانی که زیبا شدم
- تابستانی که زیبا شدم (۲۰۰۹) شابک ‎۹۷۸–۱۴۱۶۹۶۸۲۳۸
- این تابستان بدون تو نمی‌گذرد(۲۰۱۰) شابک ‎۹۷۸–۱۴۱۶۹۹۵۵۵۵
- ما همیشه تابستان خواهیم داشت (۲۰۱۱) شابک ‎۹۷۸–۱۴۱۶۹۹۵۵۸۶

سه‌گانه سوختن و سوختن
- سوختن و سوختن (۲۰۱۲) شابک ‎۹۷۸–۱۴۴۲۴۴۰۷۵۳
- آتش با آتش (۲۰۱۳) شابک ‎۹۷۸–۱۴۴۲۴۴۰۷۸۴
- خاکستر به خاکستر (۲۰۱۴) شابک ‎۹۷۸–۱۴۴۲۴۴۰۸۱۴

سه‌گانه تقدیم به همه پسرانی که عاشقشان بودم
- تقدیم به همه پسرانی که عاشقشان بودم (۲۰۱۴) شابک ‎۹۷۸–۱۴۴۲۴۲۶۷۰۲
- پی. اس من هنوز عاشقتم (۲۰۱۵) شابک ‎۹۷۸–۱۴۴۲۴۲۶۷۳۳
- همیشه و برای همیشه لارا ژان (۲۰۱۷) شابک ‎۹۷۸–۱۴۸۱۴۳۰۴۸۷

داستان‌های کوتاه
- «ستاره قطبی جایی است که در آن من را پیدا می‌کنی» هدیه عشق واقعی ام به من: دوازده داستان تعطیلات (۲۰۱۴) شابک ‎۹۷۸–۱۲۵۰۰۵۹۳۰۷